# Ballana mana
Ballana mana är en insektsart som beskrevs av Delong 1937. Ballana mana ingår i släktet Ballana och familjen dvärgstritar. Inga underarter finns listade i Catalogue of Life.